# Гарь (Ивановская область)
Гарь — деревня в Юрьевецком районе Ивановской области России. Входит в состав Соболевского сельского поселения.

## География
Деревня расположена в северо-восточной части Ивановской области, в зоне хвойно-широколиственных лесов, на левом берегу реки Ореховки, при автодороге 24К-108, на расстоянии примерно 13 километров (по прямой) к юго-западу от города Юрьевца, административного центра района. Абсолютная высота — 95 метров над уровнем моря.

### Климат
Климат характеризуется как умеренно континентальный, с умеренно холодной снежной зимой и относительно тёплым влажным летом. Среднегодовая температура воздуха — 2,6 °C. Средняя температура воздуха самого холодного месяца (января) — −12,1 °C; самого тёплого месяца (июля) — 17,7 °C. Безморозный период длится около 137 дней. Годовое количество атмосферных осадков — 554 мм, из которых 391 мм выпадает в период с апреля по октябрь.

### Часовой пояс
Деревня Гарь, как и вся Ивановская область, находится в часовой зоне МСК (московское время). Смещение применяемого времени относительно UTC составляет +3:00.

## История
Впервые деревня Гарь упоминается в «Списках населённых мест Костромской губернии по сведениям 1859 года». На тот момент она являлась владельческой деревней Юрьевецкого уезда, располагалась при речке Ореховке, в 15 верстах от уездного города и 30 верстах от становой квартиры. В деревне насчитывалось 16 дворов, проживало 38 мужчин и 49 женщин.
Согласно «Спискам населённых мест Костромской губернии по сведениям 1870—1872 годов», изданным в 1877 году, деревня Гарь (также Гари) Юрьевецкого уезда Костромской губернии находилась при речке Ореховке, в 10 верстах от уездного города Юрьевца и в 23 верстах от становой квартиры. В ней насчитывалось 16 дворов, проживало 87 человек (41 мужчина и 46 женщин).
По данным «Списка населённых мест Костромской губернии по сведениям 1907 года», Гарь относилась к Обжерихинской волости Юрьевецкого уезда. Деревня располагалась при реке Ореховке, на просёлочной дороге Лух — Юрьевец, в 15 верстах от уездного города. В 1907 году в деревне было 15 дворов и 85 жителей. По данным переписи 1897 года, в деревне проживало 84 человека (34 мужчины и 50 женщин). Имелась водяная мельница.
На момент Всероссийской переписи населения 2002 года деревня Гарь входила в состав Щекотихинского сельсовета Юрьевецкого района.

## Население
| 2010 |
| ---- |
| 17   |

По данным Всероссийской переписи населения 2002 года, в деревне проживало 27 человек. По данным Всероссийской переписи населения 2010 года — 3 человека.

### Национальный состав
Согласно результатам переписи 2002 года, в национальной структуре населения русские составляли 96% от числа жителей.

## Достопримечательности
В деревне действует Музей крестьянского быта, созданный Русланом Локотковым. Изначально коллекция располагалась в амбаре в селе Новое Жуково, а затем музей переехал в Гарь, в предоставленный Соболевским сельским поселением бывший купеческий особняк (ранее принадлежавший купцам Лапшиным). Здание было отреставрировано силами основателя. Экспозиция посвящена крестьянской жизни XIX — начала XX веков и включает такие предметы, как ткацкий стан 1852 года, тульский самовар-ведерник 1860 года с клеймом братьев Лялиных, прялки, старинную одежду, предметы быта и утварь. Частью музейного комплекса является также дом «В гостях у бабушки» с воссозданными интерьерами 1940—1950-х годов. Основатель музея планирует развивать Гарь как этнодеревню, направленную на сохранение культурного наследия и привлечение туристов. По данным на начало 2025 года (согласно публикации от 1 апреля 2025 года), музей активно работает и принимает посетителей, интерес к нему растёт.

## Известные уроженцы и земляки
В деревне провел свои детские годы известный ученый в области прикладной химии Юлий Николаевич Сеничев, начальник отдела в Пермском филиале Государственного института прикладной химии (ГИПХ).